# ルカ・ロンギ
ルカ・ロンギ（伊: Luca Longhi, 1507年1月14日-1580年8月12日）は、ルネサンス後期またはマニエリスム時代のイタリアの画家である。ラヴェンナとその近郊で活躍し、主に宗教画や肖像画を制作した。

## 生涯
ルカ・ロンギの師が誰であったかは知られていない。彼はフォッソンブローネの司教ジョヴァンニ・グイディッチオーネ（Giovanni Guidiccione）、1578年に死去したウルビーノの枢機卿ジュリオ・デッラ・ローヴェレ、ロマーニャの教皇特使アレッサンドロ・スフォルツァ、ラヴェンナの大司教のクリストフォロ・ボンコンパーニ（Cristoforo Boncòmpagni）、1577年にローマで死去したジョヴァンニ・バティスタ・ロッシの肖像画を描いた。ルカ・ロンギの作品には『聖カタリナの神秘の結婚』（1529年）、『貴婦人と一角獣』、『羊飼いの礼拝』、『聖人セバスティアヌスと聖ロッコのいる聖母子』、『聖ウルシキヌスの殉教』（キャンバスに油彩）、『チェザーレ・ヘルコラーニ』が知られている。
彼は息子フランチェスコ・ロンギ（Francesco Longhi, 1544年-1618ne年）と娘バルバラ・ロンギ（1552年-1638年）を画家として教育した。バルバラは自身とフランチェスコの肖像を取り入れた『カナの婚礼』（1580年）を含む、ルカ・ロンギの後の作品のいくつかを協力して制作した。彼とバルバラはともにジョルジョ・ヴァザーリによって言及された。彼は息子フランチェスコとともに、ラヴェンナのカマルドリ会の修道院の食堂と教会のオルガンの扉のために『カナの婚礼』を描いた。絵画にはバルバラ、フランチェスコ、修道院長のドン・ピエトロ・バニョーロ・ダ・バニャカヴァッロ（Don Pietro Bagnolo da Bagnacavallo）が描かれている。彼はボローニャのクアランタ・アルドロヴァンディ（Quaranta Aldrovandi）のためにヴィーナスを描いた。騎士のポンポニオ・スプレティ（Pomponio Spreti）は『聖母子』、そしてスフォルツァ枢機卿に寄贈した『聖ヨハネ』など、多くの作品を所有していた。またチェルヴィア大聖堂のために『キリストの昇天』を描いた。
1580年、パリからイタリア全土に広がったカタル性の病気でラヴェンナで死去し、フェラーラのサン・ドメニコ教会に埋葬された。